# Parvoscincus
Parvoscincus – rodzaj jaszczurek z podrodziny Sphenomorphinae w rodzinie scynkowatych (Scincidae).

## Zasięg występowania
Rodzaj obejmuje gatunki występujące na Filipinach. 

## Systematyka

### Etymologia
Parvoscincus: łac. parvus „mały”; scincus „rodzaj jaszczurki, scynk”.

### Podział systematyczny
Do rodzaju należą następujące gatunki:

- Parvoscincus abstrusus
- Parvoscincus agtorum
- Parvoscincus arvindiesmosi
- Parvoscincus aurorus
- Parvoscincus banahaoensis
- Parvoscincus beyeri
- Parvoscincus boyingi
- Parvoscincus decipiens
- Parvoscincus duwendorum
- Parvoscincus hadros
- Parvoscincus igorotorum
- Parvoscincus jimmymcguirei
- Parvoscincus kitangladensis
- Parvoscincus laterimaculatus
- Parvoscincus lawtoni
- Parvoscincus leucospilos
- Parvoscincus luzonense
- Parvoscincus manananggalae
- Parvoscincus palaliensis
- Parvoscincus palawanensis
- Parvoscincus sisoni
- Parvoscincus steerei
- Parvoscincus tagapayo
- Parvoscincus tikbalangi